# 한국농업시설협회
한국농업시설협회는 온실의 시공기술 개발보급 및 표준화, 규격화 등 제반사업 추진 목적으로 1995년 6월 30일 설립된 대한민국 농림축산식품부 소관의 사단법인이다. 사무실은 서울특별시 송파구 방이동 51-2 청호빌딩 1403호에 있다.

## 주요 사업
- 온실 등 현대 농업 시설물 공사에 관한 법령제도 및 국가 시책의 조사연구와 개선건의 온실용 농업 시설물의 시공개보수 환경재배 유통 유지관리기술향상을 위한 연구 조사와 개선 건의
- 온실 등 시설 농업 환경 농업관련 전문 기술 개발을 위한 연구 용역사업
- 온실 등 농업 시설 기자재 가격 및 시세 등 온실 시공업체에 관한 조사 통계
- 온실 등 현대화 시설 농업의 품질 확보 및 전문 기술 향상을 위한 교육사업
- 농산물 포장센터 버섯재배 인삼시설기자재 저온창고 집하장 조직 배양실 기타농업 관련 시설에 대한 시공 설비 기술 개발 및 보급을 위한 사업
- 주무부처의 지시나 위임 또는 위탁받은 사업 온실 등 원예시설관련 사업 운영 컨설팅 및 서비스 사업
- 우수 농업 시설 관련 기자재 추천, 전시사업 및 공동 구매 사업